# Plecoptera flava
Plecoptera flava là một loài bướm đêm trong họ Erebidae.